# Cratere Haskin
Haskin è un cratere lunare di 66,57 km situato nella parte nord-occidentale della faccia nascosta della Luna.